# 19 Pułk Piechoty (PSZ)
19 Pułk Piechoty (19 pp) – oddział piechoty Polskich Sił Zbrojnych w ZSRR.

## Formowanie i zmiany organizacyjne
Pułk był formowany od 29 września 1941 roku w Ośrodku Zapasowym Armii w Tockoje. Zalążki pułku organizowano według etatów sowieckich. Oddział wchodził w skład 7 Dywizji Piechoty. Na dowódcę pułku wyznaczony został płk dypl. Leon Koc.
5 stycznia 1942 roku jednostka została wyłączona ze składu 7 DP, która została rozwiązana. W dniach 11-21 lutego 1942 roku pułk został przewieziony transportem kolejowym z Tockoje do Guzar i podporządkowany komendantowi Ośrodka Organizacyjnego Armii. 19 pp nie otrzymał broni i wyposażenia etatowego. Umundurowany w brytyjskie sorty mundurowe. Pod koniec marca 1942 roku został przeformowany w 11 Dywizję Piechoty. 26 marca 1942 roku 19 pułk piechoty został ewakuowany do Iranu, a następnie transportem morskim do Palestyny. 31 maja 1942 pułk został rozwiązany, a większość jego żołnierzy wraz z 21 pp i oddziałem rozpoznawczym OOA posłużyła do sformowania batalionów 3 Brygady Strzelców Karpackich.

## Struktura organizacyjna
Struktura organizacyjna wzorowana była na wojennych etatach dywizji piechoty Armii Czerwonej.
Dowództwo i sztab
- pluton sztabowy
- kompania łączności
- 3 bataliony piechoty
  - 3 kompanie piechoty po 3 plp
  - pluton moździerzy 82mm
  - kompania ckm
- bateria armat 76 mm
- bateria armat 45 mm
- pluton moździerzy 120 mm
- kompania km plot
- kompania saperów
- kompania sanitarna
- kompania przewozowa
- pluton przeciwgazowy
- warsztaty techniczne

## Żołnierze pułku
- Dowódca pułku
  - płk dypl. piech. Leon Wacław Koc (29 IX 1941 - 12 I 1942)[4]
  - ppłk uzbr. dr Tadeusz Felsztyn (12 I -  31 V 1942)[4]
- Szef sztabu pułku – kpt. piech. Marian Dominik Kozicki[4][a]
- Dowódca I batalionu – mjr st. sp. piech. Józef Ksieniewicz[4][b]
- Dowódca II batalionu – kpt. rez. piech. Arwin Grinfeld[3][c]
- Dowódca III batalionu – kpt. piech. Ignacy Stachowiak[4][d]